# Municipio de Eagle Lake
El municipio de Eagle Lake (en inglés: Eagle Lake Township) es un municipio ubicado en el condado de Otter Tail en el estado estadounidense de Minnesota. En el año 2010 tenía una población de 378 habitantes y una densidad poblacional de 4,05 personas por km².

## Geografía
El municipio de Eagle Lake se encuentra ubicado en las coordenadas 46°8′56″N 95°41′50″O / 46.14889, -95.69722. Según la Oficina del Censo de los Estados Unidos, el municipio tiene una superficie total de 93.25 km², de la cual 80,93 km² corresponden a tierra firme y (13,21 %) 12,32 km² es agua.

## Demografía
Según el censo de 2010, había 378 personas residiendo en el municipio de Eagle Lake. La densidad de población era de 4,05 hab./km². De los 378 habitantes, el municipio de Eagle Lake estaba compuesto por el 98,68 % blancos, el 0,26 % eran afroamericanos y el 1,06 % eran de una mezcla de razas. Del total de la población el 0 % eran hispanos o latinos de cualquier raza.